# 日産・C型エンジン
C型エンジンは、1950年代から1960年代にかけて生産された直列4気筒の自動車用エンジンである。オースチンが設計したB型エンジンをライセンス製造した1Hエンジンから派生した。
シリンダーブロックおよびシリンダーヘッドは鋳鉄製で、プッシュロッドエンジンである。
C型エンジンを設計するにあたって、日産はアメリカ人エンジニア、ドナルド・ストーン（元ウィリス・オーバーランド）の助言を受けて完成させたことから彼に敬意を表して「ストーン・エンジン」と呼ばれた。
その後、ストロークを59mmから71mmに拡大して排気量が1.2 Lに増加したE型エンジンが登場した。
C型エンジンは、1967年のサニー（B10型）でA型エンジンにすぐに置き換えられた。C型エンジンとは同じストロークである。
搭載車種：
- 1957年 - 1959年 ダットサン1000乗用車（210型）
- 1957年 - 1960年 ダットサントラック（4代目）
- 1959年 - 1960年 ダットサン・フェアレデー（初代）
- 1959年8月 - 1963年 ブルーバード（310型）
- 1963年9月 - 1964年9月 ブルーバード（410型）